# Metal Gear Solid: Philanthropy
Metal Gear Solid: Philanthropy (tytuł skrót. MGS: Philanthropy) – włoski film fanowski, stanowiący wariację na temat serii gier komputerowych Metal Gear. Powstał w reżyserii i oparciu o scenariusz Giacomo Talaminiego w 2009 roku, z inicjatywy Hive Division − ugrupowania włoskich studentów i początkujących filmowców, fanów cyklu.

## Obsada
- Giacomo Talamini − Solid Snake
- Phillip Sacramento − Solid Snake (głos)
- Patrizia Liccardi − Elizabeth Laeken
- Laura Post − Elizabeth Laeken (głos)
- Nicola Cecconi − Pierre Leclerc
- Lucien Dodge − Pierre Leclerc/Harrison Bishop (głos)
- Glenn X. Govan − Vitalij (głos)
- Andrea Furlan − Vitalij
- William Martin − Otacon (głos)
- Adam Behr − Abraham Bishop (głos)
- Giovanni Contessotto − Abraham Bishop
- Marco Saran − Harrison Bishop
- Pastrengo Agent − amerykański żołnierz